# Санкт Вит
Санкт Вит (на немски: Sankt Vith) е град в Югоизточна Белгия, окръг Вервие на провинция Лиеж. Населението му е около 9200 души (2006).